# Lu Diping
Lu Diping (1887–1935) est un général et homme politique chinois.
Né à Ningxiang dans la province du Hunan, il est diplômé du collège militaire du Hunan et participe au soulèvement de Wuchang en 1911. Il commande ensuite la 2e armée de la 18e division. Il s'allie avec Wang Jingwei et la faction de gauche du Kuomintang, et est directeur des gouvernements du Hunan de 1928 à 1929, du Jiangxi de 1929 à 1931, du Zhejiang de 1931 à 1934, démissionnant de ce-dernier poste en conséquence au meurtre de Shi Liangcai. Il meurt le 24 janvier 1935 à Nankin.